# أليخاندرا دونياس

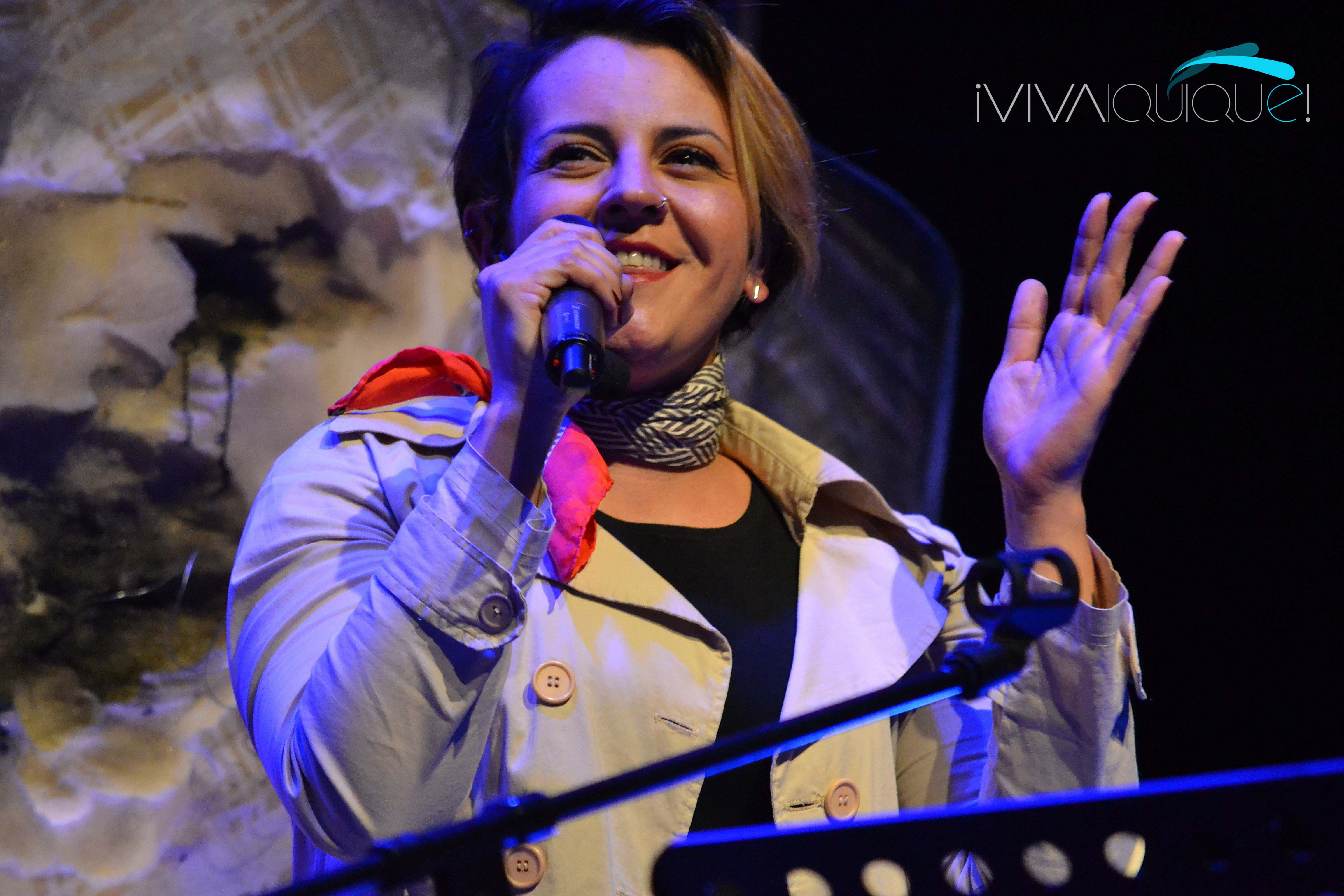
أليخاندرا دونياس سنة 2013.

أليخاندا سلمى دونياس سانتاندير المعروفة باسم خاني دونياس أو أليخاندرا دونياس (بالإسبانية: Alejandra Dueñas) هي مذيعة وممثلة هزلية من تشيلي اشتهرت بشكل واسع بدورها في مسلسل 31 دقيقة بدو باتانا توفيَو (بالإسبانية: Patana Tufillo)، بالإضافة إلى مشاركتها في برنامج نادي الكوميديا (بالإسبانية: El club de la comedia) على التلفزيون التشيلي. أليخاندرا هي ابنة المحامي الخاص بشركة راديو وتلفزيون الحكومة التشيلية أبراهام دونياس ستروغو (بالإسبانية).
عملت في البداية كمذيعة في برنامج إذاعي باسم هذا ما عليه الحال، دونياس ترحب بكم (بالإسبانية: Es lo que hay y Dueñas de Nada) على راديو المباشر Molecula.cl، ثم أيضا برنامج حقل الألغام (بالإسبانية: Campo Minado) على قناة Vía X التشيلية بالإضافة إلى مشاركتها في برامج إعلامية كبرنامج ستاند أب كوميدي.
في 2016 قدمت عرضا فريدا ضمن برنامج ستاند أب كوميدي بعنوان لم نعد نفس الأشخاص  (بالإسبانية: Ya no somos los mismos) على مسرح إكتوس الشهير بالعاصمة سانتياغو.
حاليا تعمل بالراديو المباشر Niu.cl كمذيعة لبرنامج يومي مع بالوما سالاس باسم غرف دونياس  (بالإسبانية: Dueñas de Salas)

## أعمالها

### الإذاعة
- هذا ما عليه (بالإسبانية: Es lo que hay) 2008 – 2012.
- خارج كرة القدم (بالإسبانية: Más allá del fútbol) 2013.
- أصحاب من لا شيء (بالإسبانية: Dueñas de Nada) 2015.
- التاكو الجديد (بالإسبانية: El Nuevo Taco) 2015.
- غرف دونياس (بالإسبانية: Dueñas de Salas) 2017.

### الكتب
- القطط السمان، بيسكولاس وأصوات أخرى (بالإسبانية: Piscolas y otras voces que me persiguen) 2012.

### الدوبلاج
- الصغيرة باتنا وتيم (بالإسبانية: Dueñas de Salas) 2009.
- 31 دقيقة، الفيلم 2008.
- 31 دقيقة 2003 – 2005, 2014.

### التمثيل
- خذ (بالإسبانية: Mitú) 2005.
- هذا مثير (بالإسبانية: Es cool) 2005.
- إكسفي 2 (بالإسبانية: Xfea2) 2004.

### مخرجة متدربة
- خذ (بالإسبانية: Mitú) 2005.
- 31 دقيقة

### البرامج التلفزيونية
- تآمر كوبانو (بالإسبانية: Conspiración Copano) 2008.
- مجتمع الكوميديين المجهول (بالإسبانية: Sociedad de Comediantes Anónimos) 2005 – 2006.
- المرأة الأولى (بالإسبانية: Mujeres primero) 2010.
- نادي الكوميديا (بالإسبانية: El club de la comedia) 2011 – 2012.
- حقل الألغام (بالإسبانية: Campo Minado) 2016.[1]
- الغذاء الإلهي (بالإسبانية: La Divina Comida) 2017.